# Dolina Jaworowa Liptowska

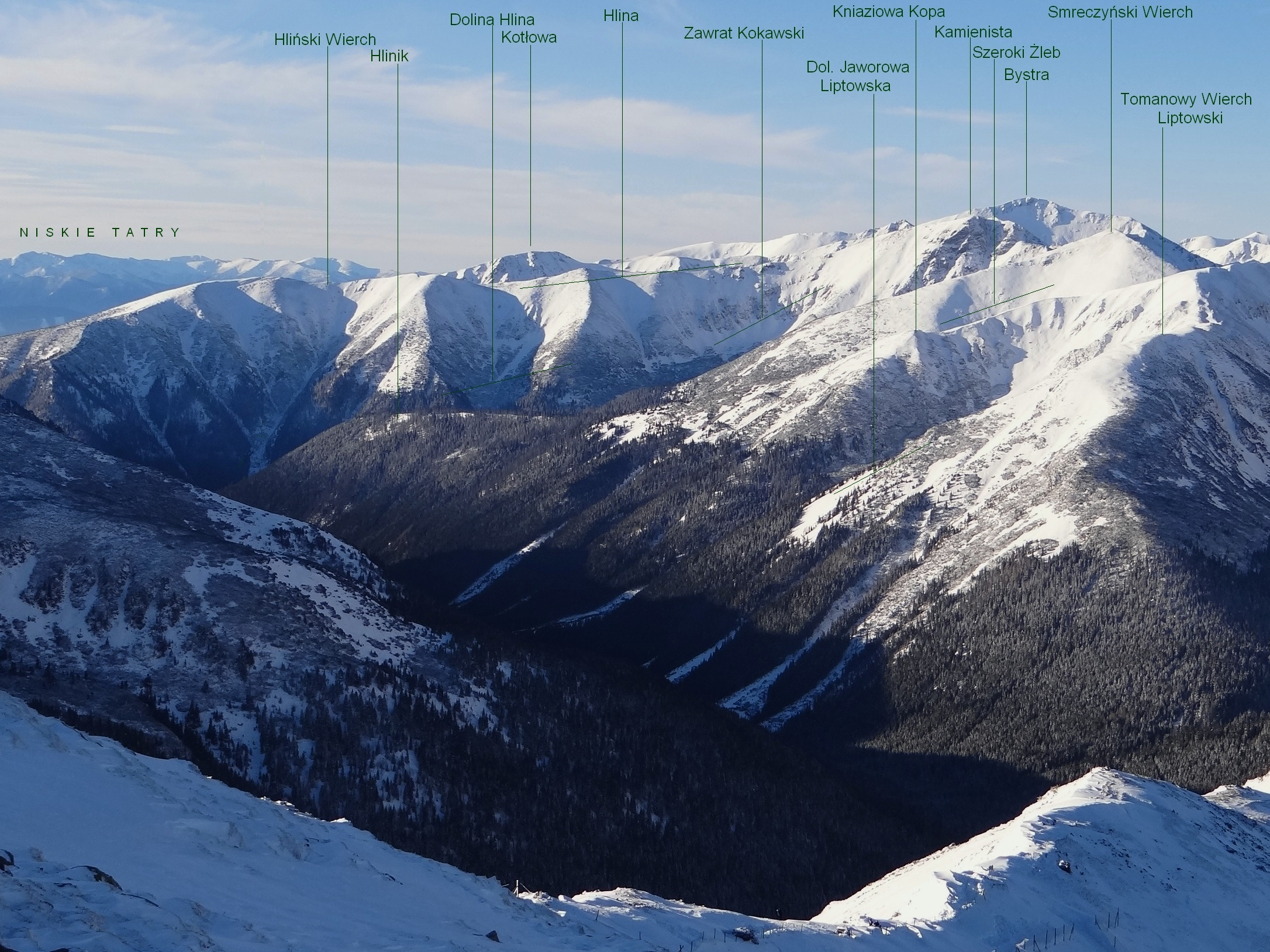
Widok z Kasprowego Wierchu

Dolina Jaworowa Liptowska (słow. Javorová dolina) – boczne, orograficznie prawe odgałęzienie Doliny Cichej Liptowskiej w słowackich Tatrach Zachodnich. Opada spod Tomanowego Wierchu Polskiego (1977 m) w południowo-wschodnim kierunku i przy Ubogich Polanach na wysokości około 1140 m uchodzi do Doliny Cichej naprzeciwko i poniżej wylotu Doliny Szpaniej. Ma długość około 2,3 km i deniwelację 700 m. Jej orograficznie lewe zbocza tworzy wschodni grzbiet Tomanowego Wierchu Polskiego i południowo-wschodni Tomanowego Wierchu Liptowskiego, zbocza prawe zaś grzbiet odchodzący od Tomanowego Wierchu Polskiego w południowym kierunku do wierzchołka Kniaziowa Kopa i jej wschodni grzbiet.
Dolina jest we górnej części trawiasta, niżej porośnięta kosodrzewiną i lasem. Zimą schodzą nią duże lawiny systematycznie niszczące las.

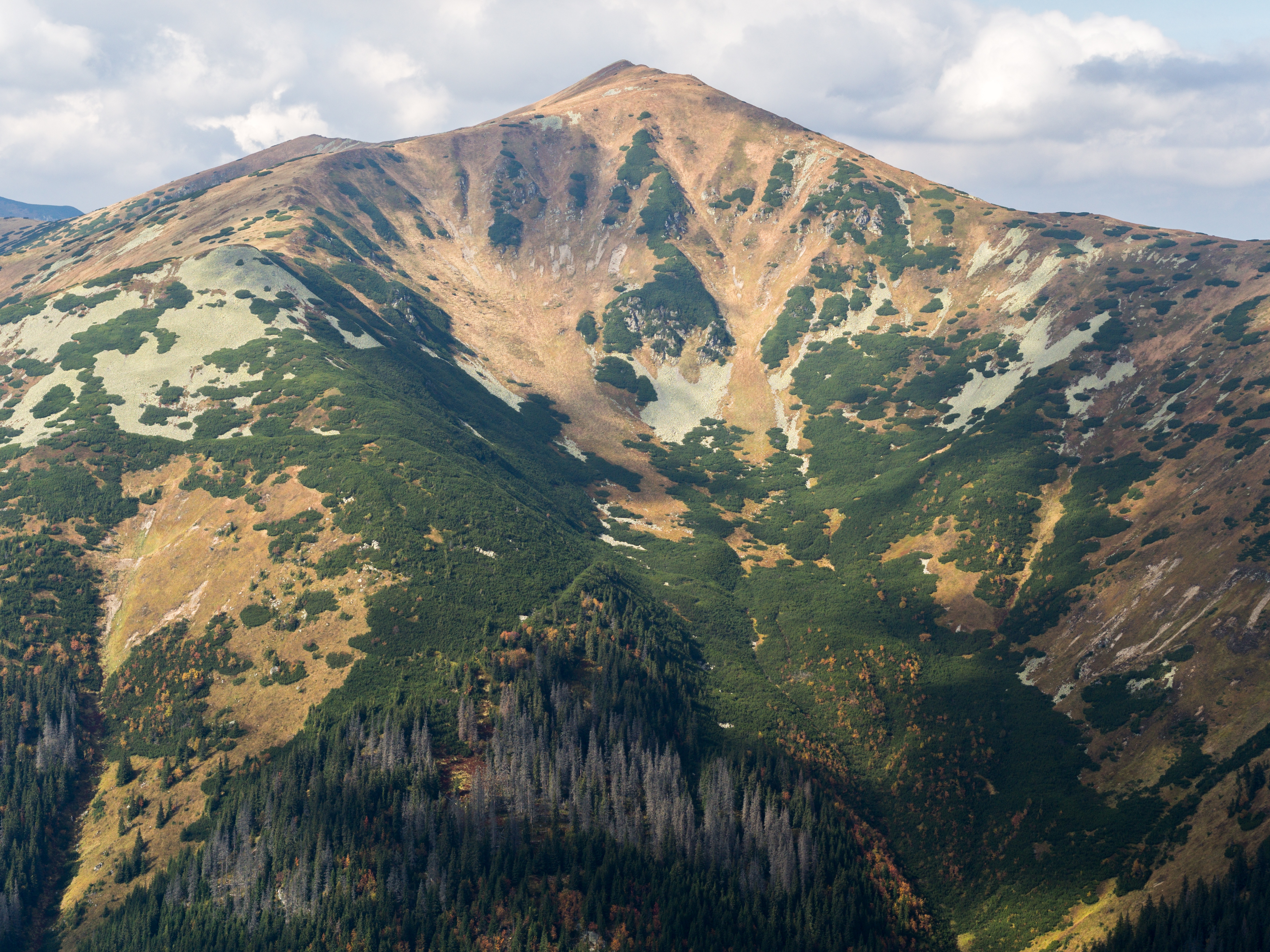
Dolina Jaworowa Liptowska i Tomanowy Wierch Polski